# Stavešinci
Stavešinci este o localitate din comuna Gornja Radgona, Slovenia, cu o populație de 93 de locuitori.